# Демантоид
Демантоид (на немски: demant „диамант“, на гръцки: еιδος „подобен“) е прозрачен скъпоценен камък със златисто-зелен цвят, разновидност на андрадита. Той е рядък и скъп вид гранат.

## Етимология
От архаичната немска дума demant, означаваща „диамант“, в алюзия за много силния му блясък, наподобяващ този на диамант.

## Свойства
Химическата му формула е: Ca3Fe2(SiO4)3. Окраската на демантоида е обусловена от примесите на желязо и хром.
Най-голямата находка на демантоид е намерена през 1913 г. и е била 104 килограма. Кристалите с ювелирни качества обаче рядко превишавали размер от 5 мм, а кристали от 10 мм се считат и днес за уникални. Най-големите кристали демантоид имат маса между 252,5 и 149 карата.
През 1990 г. е открито значително находище на демантоид в Намибия.